# Il gran teatro del mondo
Il gran teatro del mondo (titolo originale: El gran teatro del mundo) è un'opera teatrale di Pedro Calderón de la Barca, appartenente al genere dell'auto sacramental. Scritta tra il 1633 e il 1636, fu rappresentata per la prima volta durante la festa del Corpus Domini a Valencia e fu pubblicata nel 1655 a Madrid. È considerato l'auto sacramental più famoso dell'autore.

## Soggetto
Il tema fondamentale dell'opera è quello della vita umana come teatro, in cui ciascuno interpreta un ruolo. Questa visione della vita umana è ripresa molte volte nella filosofia della scuola pitagorica, nel Filebo di Platone, nelle Epistulae morales ad Lucilium di Seneca e nel Enchiridion di Epitteto, con cui durante il Rinascimento si diffuse il concetto di Theatrum mundi. Il tema si ritrova anche in autori cristiani come Paolo di Tarso, Clemente Alessandrino e Agostino d'Ippona.

## Trama
All'inizio dell'opera entra in scena l'Autore, ovvero Dio stesso, che spiega subito agli spettatori che lo spettacolo che stanno per vedere è l'esistenza, mentre il palcoscenico rappresenta il mondo. Appena entrano in scena i personaggi, distribuisce i ruoli, ovvero quelli del Re, della Prudenza, della Bellezza, del Ricco, del Contadino e del Povero e di un Bambino, raccomandando loro di recitar bene la parte, dal momento che Dio li vede e li giudicherà. Ricevuta la parte, ognuno si reca dalla Legge di grazia per ricevere ciò che serve per il ruolo. Entrati da una porta, che rappresenta la culla, devono uscire non appena hanno terminato il loro ruolo da un'altra porta, che rappresenta la morte.
Ognuno comincia a interpretare il proprio ruolo: il Povero si dispera per la sua condizione, rimpiange di essere nato e chiede l'elemosina, il Contadino si lamenta per il duro lavoro da svolgere, il Ricco non condivide con nessuno le sue ricchezze, il Re possiede tutto il potere terreno, la Prudenza rappresenta la religione e viene derisa dalla Bellezza. Alla fine di tutto, ognuno deve restituire il proprio ruolo e ciò che gli era stato dato per essere poi giudicato dall'Autore in base a come ha svolto il proprio compito.